# Margherita
Margherita es una localidad de la India en el distrito de Tinsukia, estado de Assam.
Fue nombrada así en honor de la primera Reina consorte de Italia de la época moderna, Margarita de Saboya.

## Geografía
Se encuentra a una altitud de 144 m s. n. m. a 253 km de la capital estatal, Dispur, en la zona horaria UTC +5:30.

## Demografía
Según estimación 2010 contaba con una población de 25 467 habitantes.